# Bruce Timm
Bruce Walter Timm (n. 8 de febrero de 1961) es un diseñador de personajes, animador de dibujos animados y productor estadounidense, así como historietista, reconocido especialmente por su modernización de la franquicia de dibujos animados de DC Comics y nombrado muchas veces como el padre del DCAU (Universo animado de DC) junto con su colega Paul Dini.

## Biografía
Bruce nació el 8 de febrero en año de 1961 en el estado de Oklahoma, su padre era ingeniero y su madre una operadora de líneas telefónicas y era el tercer hermano de cuatro hijos, durante toda su infancia estuvo mudándose de estado a estado, primero en Ohio cuando tenía dos años y después a California cuando tenía 6 años. Desde que era niño era un gran fanático de Marvel comics, las películas de ciencia ficción, las tiras cómicas y el arte moderno.

### Primeros trabajos en la animación
Después de ser rechazado, cuando intentó trabajar en Flash Gordon (1980) de Dino De Laurentiis, Timm empezó en el año de 1981 trabajando para la NBC, como uno de los dibujantes para The Kid Super Power Hour with Shazam! más tarde trabajo para Filmation en los bocetos de El llanero solitario la serie animada y Blackstar. En el año de 1981, su carrera fue impulsada por el legendario dibujante y director Don Bluth para trabajar como animador en Nimh: El mundo secreto de la señora Brisby, más tarde en el año de 1982 se unió a Hanna-Barbera para trabajar como director de animación en Los Pitufos y durante ese tiempo fue llamado otra vez por Don Bluth para trabajar como uno de los animadores para el videojuego Space Ace.
Tiempo después, decidió trabajar de forma independiente para el año de 1983 volvió con Filmation para trabajar como uno de los dibujantes para los escenarios de He-Man, en 1984 firmó con DiC para el diseño de personajes del gato Heathcliff durante 65 episodios. En 1985, fue llamado por Filmation para trabajar en los fondos de She-ra y ese mismo año formó parte de Sunbow como uno de los dibujantes de G.I. Joe: A Real American Hero.
En 1987 trabajó de nuevo para DiC y ser parte de uno de los dibujantes para The Real Ghostbusters y al mismo tiempo conoció a Ralph Bakshi como uno de los principales animadores de Las Nuevas Aventuras de Súper Ratón y trabajo poco tiempo en la versión de Benito y Cecilio en 1988.

## Era con Warner Bros
Durante casi una década, Bruce fue reconocido por las compañías en las que trabajó y sobre todo por Don Bluth y Ralph Bakshi, llamó la atención de la Warner Bros en 1989 donde se unió para trabajar como dibujante en la serie animada Tiny Toons bajo la dirección de Tom Ruegger. Tiempo después, en 1990, trabajó de nuevo para Don Bluth para la secuela del videojuego Dragon's Lair.

### Batman la serie animada
Aunque Timm es más conocido por su trabajo en la animación, su primer sueño fue convertirse en un artista de cómics para Marvel, ya que había intentado encontrar trabajo en la editorial durante años y a pesar de que su sueño nunca se logró. Su talento se vio reflejado en la animación, por lo que fue enviado al departamento que produjo series animadas de DC como los Súper Amigos, donde se interesaron en su trabajo artístico desde que trabajó en Tiny Toons, ya que debido al éxito de Batman (1989) y su respectiva secuela, Warner le ordenó a Timm desarrollar una serie animada basada en la película junto con el artista Paul Dini, así que ambos empezaron a desarrollar Batman la serie animada, cuya caricatura influyó mucho en el canon actual de Batman e impulsó la película estrenada en cines, Batman la máscara del fantasma (1993).
Bruce gozó junto con Dini el gran éxito que tuvo la serie animada de Batman, por lo que en el año de 1995 decidieron crear una serie animada influenciada por las tiras cómicas: Fenomenoide, basado en el personaje Madman de Mike Allred, el cual comenzó con pequeñas cápsulas dentro de la serie Animaniacs y en ese mismo año fue contratado de nuevo por Tom Ruegger para trabajar para su nueva serie animada llamada Animaniacs.

### DC Animated Universe
Después del éxito rotundo de cuatro años con Batman la serie animada, se le ordenó a Timm y a Dini desarrollar Superman la serie animada, basada en el mismo estilo de su antecesora, donde poco a poco ambas series se conectarían y más por la película The Batman Superman Movie: World's Finest que fue estrenada en los cines en 1997, cuya película sirvió para dar paso a una continuación llamada Las Nuevas aventuras de Batman, un año después trabajó de nuevo para Tom Ruegger en Pinky y Cerebro.
En 1994, Timm y el escritor Paul Dini ganaron el Premio Eisner de 1994 a la "Mejor historia individual" ("Best Single Story"). con el cómic Amor Loco, donde se relata el origen de Harley Quinn, creada por Timm y Dini. Timm ganó el mismo premio al año siguiente con un Especial de Navidad de Batman (Batman Adventures Holiday Special) con Dini, Ronnie Del Carmen y otros.
En 1999, cuando terminó las Nuevas aventuras de Batman y Superman la serie animada que estaba en su última temporada, Paul Dini y Bruce Timm, decidieron con desarrollar Batman Beyond, serie animada que estaría conectada con sus tres antecesoras, que fue tanto el éxito del personaje que fue incluido en el canon oficial de Batman de la Tierra-1 en los cómics.
En el año de 2001, después del rotundo éxito de Batman Beyond, se decidió crear Liga de la Justicia, una serie que contaría con un nuevo origen ambientado en las series animadas de Batman y Superman, que principalmente fue una película proyectada en los cines únicamente en Estados Unidos, para más tarde en 2004 crear su secuela Liga de la Justicia Ilimitada, que terminó en el año de 2006. A pesar de que otras series animadas de la época fueron ambientadas dentro del DCAU, como Proyecto Z y Statick Shock, estas no fueron desarrolladas ni por Bruce ni por Paul, aunque después de 2005 se produjeron películas animadas del mismo estilo de Timm que formarían parte del Universo Animado.

## Actualmente
Bruce Timm se volvió productor al poco tiempo de complementar las películas animadas ambientadas en su universo, empezó siendo productor para Teen Titans de Glen Murakami y para futuras películas animadas y cápsulas de DC, aunque en el año de 2012 se empeño a crear Linterna Verde la serie animada para Cartoon Network, donde originalmente sería una animación tradicional pero las nuevas tecnologías de la época le permitieron realizarla en 3D.
En 2005, Timm contribuyó con sus dibujos para dos cómics. Uno fue una historia corta en Conan #18, titulada "Conan's Favorite Joke" ("La broma favorita de Conan"). La otra fue una historia corta de Canario Negro para Birds of Prey #86.
En 2013, se encargó de dirigir un corto animado basado en los 75 años de Superman y en 2014, dirigió dos especiales animados de Batman basados en la serie animada para el 75 aniversario del murciélago.

## Trabajos para la televisión
| Año         | Serie                                  | Desarrollador | Guionista | Diseñador de personajes | Diseñador de fondos |
| ----------- | -------------------------------------- | ------------- | --------- | ----------------------- | ------------------- |
| 1981        | The Kid Super Power Hour with Shazam!  | No            | No        | No                      | Sí                  |
| 1981        | El llanero solitario, la serie animada | No            | No        | Sí                      | No                  |
| 1981        | Blackstar                              | No            | No        | Sí                      | Sí                  |
| 1998 - 1990 | Los Pitufos (solo 5 episodios)         | No            | Sí        | Sí                      | No                  |
| 1983 - 1985 | He-Man y los Amos del Universo         | No            | No        | No                      | Sí                  |
| 1984 - 1988 | Heathcliff                             | No            | No        | Sí                      | No                  |
| 1985 - 1987 | She-Ra, La Princesa del Poder          | No            | No        | No                      | Sí                  |
| 1985 - 1986 | G.I. Joe: A Real American Hero         | No            | No        | Sí                      | Sí                  |
| 1986 - 1991 | The Real Ghostbusters                  | No            | No        | Sí                      | No                  |
| 1987 - 1988 | Las Nuevas Aventuras de Súper Ratón    | No            | No        | Sí                      | Sí                  |
| 1988        | Benito y Cecilio (remake)              | Sí            | Sí        | Sí                      | Sí                  |
| 1990 - 1992 | Tiny Toons                             | No            | No        | Sí                      | Sí                  |
| 1992 - 1995 | Batman la serie animada                | Sí            | Sí        | Sí                      | Sí                  |
| 1993 - 1995 | Animaniacs                             | No            | No        | Sí                      | Sí                  |
| 1995 - 1996 | ¡Fenomenoide!                          | Sí            | Sí        | Sí                      | Sí                  |
| 1995 - 1998 | Pinky y Cerebro                        | No            | No        | No                      | Sí                  |
| 1996 - 2000 | Superman la serie animada              | Sí            | Sí        | Sí                      | Sí                  |
| 1998 - 2000 | ¡Histeria!                             | No            | No        | No                      | Sí                  |
| 1997 - 1999 | Las nuevas aventuras de Batman         | Sí            | Sí        | Sí                      | Sí                  |
| 1999 - 2001 | Batman Beyond                          | Sí            | Sí        | Sí                      | Sí                  |
| 2000 - 2003 | Brian, el Jefe                         | Sí            | Sí        | Sí                      | Sí                  |
| 2001 - 2004 | Liga de la Justicia                    | Sí            | Sí        | Sí                      | Sí                  |
| 2004 - 2006 | Liga de la Justicia Ilimitada          | Sí            | Sí        | Sí                      | Sí                  |
| 2001 - 2004 | Duck Dodgers                           | No            | No        | Sí                      | No                  |
| 2011 - 2013 | Linterna Verde la serie animada        | Sí            | No        | Sí                      | Sí                  |
| 2024        | Batman: Caped Crusader                 | Sí            | Sí        | Sí                      | Sí                  |

## Trabajos para películas
| Año  | Película                                            | Director | Productor | Dibujante | Animador |
| ---- | --------------------------------------------------- | -------- | --------- | --------- | -------- |
| 1982 | The Secret of NIMH                                  | No       | No        | Sí        | Sí       |
| 1992 | Tiny Toon: Mis mejores vacaciones                   | No       | No        | Sí        | Sí       |
| 1993 | Batman: La máscara del fantasma                     | Sí       | Sí        | Sí        | Sí       |
| 1997 | The Batman Superman Movie: World's Finest           | Sí       | Sí        | Sí        | Sí       |
| 1999 | Brian, el Jefe                                      | Sí       | Sí        | Sí        | Sí       |
| 2000 | Batman del futuro: el regreso del Guasón            | Sí       | Sí        | Sí        | Sí       |
| 2001 | Liga de la Justicia: Orígenes secretos. La película | Sí       | Sí        | Sí        | Sí       |
| 2004 | Liga de la Justicia: Desventurados                  | Sí       | Sí        | Sí        | Sí       |
| 2006 | Buscando a Kaito                                    | Sí       | Sí        | Sí        | Sí       |
| 2007 | La Muerte de Superman                               | Sí       | No        | No        | Sí       |

## Estilo de dibujo e influencias
El estilo minimalista y angular de Timm está fuertemente basado en su amor a los cómics de los años '50 y '60 y el estilo de arquitectura arte deco y en el expresionismo abstracto, Timm reconoce como influencias, principalmente a Jack Kirby junto con Harvey Kurtzman, Jim Steranko, John Buscema, Wally Wood, Frank Frazetta, Dan DeCarlo, David Mazzuchelli y Alex Toth.
Aunque comparte las tareas del diseño de personajes en Superman: La Serie Animada y La Liga de la Justicia con James Tucker, Timm hizo casi todos los personajes de Batman: La Serie Animada (con las excepciones del Sr. Frío y El Acertijo, que fueron diseñados por Mike Mignola y los personajes Man-Bat y El Sombrerero Loco por Kevin Nowlan).

### Actuación
Aunque Timm no trabaja normalmente como actor de voz, él ha provisto su voz a diversos personajes de series animadas en las que ha trabajado. Sus cameos más notables incluyen el episodio "Beware of the Gray Ghost" de Batman: la serie animada, en el que interpreta al dueño de una tienda de juguetes; "Holiday Knights", de Las Nuevas Aventuras de Batman, en el que aparece una versión animada de él mismo; y Batman del Futuro en la que interpreta líder de los Jokerz.